# 中國黏盲鰻
中國黏盲鳗（学名：Eptatretus chinensis）为盲鳗科盲鳗属的鱼类。分布於中國南海海域，屬深海魚類，棲息深度在水深600公尺，本魚有6對鰓囊與孔，鰓孔成一直線，不擁擠。 眼斑突出，口具數列齒帶，每列8-10個單犬齒。黏液孔在前鰓15-19個；鰓部4-5個；軀幹42-45個；尾部11-14個，體長可達37.5公分。